# Мовна освіта
Мовна освіта — процес і практика викладання другої або іноземної мови. Це переважно галузь прикладної лінгвістики, але її можна вважати й міждисциплінарною сферою.
Мовну освіту поділяють на чотири основні навчальні категорії:
- комунікативні навички
- рівень знань
- міжкультурна комунікація
- грамотність[3].

## Потреба
Посилення глобалізації породило велику потребу в працівниках, здатних спілкуватися кількома мовами. Такі сфери, як-от торгівля, туризм, дипломатія, технології, медіа, письмовий та усний переклад і наука, потребують наявності мов, зрозумілих для широкого загалу.
Освітня політика багатьох країн, як-от Корея (Kim Yeong-seo, 2009), Японія (Kubota, 1998) і Китай (Kirkpatrick & Zhichang, 2002), спрямована на вивчення принаймні однієї іноземної мови на рівні початкової або середньої школи. У низці інших країн, як-от Індія, Сінгапур, Малайзія, Пакистан і Філіппіни, друга офіційна мова використовується як урядова. За даними GAO (2010), Китай останнім часом приділяє величезну увагу вивченню іноземних мов, особливо англійської.

## Історія

### Від стародавніх часів до Середньовіччя
Хоча потреба у вивченні іноземних мов майже така ж давня, як сама історія людства, джерела сучасної мовної освіти лежать у вивченні й викладанні латинської мови в XVII столітті. На стародавньому Близькому Сході, а також у листах Амарнського архіву мовою дипломатії була аккадська. На більшій частині західного світу протягом багатьох століть домінуючою мовою освіти, торгівлі, релігії й уряду була латина. До кінця XVI століття вона була значною мірою витіснена французькою, італійською та англійською мовами.
Одним із багатьох людей, які намагалися чинити спротив цій тенденції, був Ян Амос Коменський. Він склав повний курс вивчення латини, що охоплював усю шкільну програму, кульмінацією якого стала його праця Opera Didactica Omnia 1657 року.
У цій праці Коменський також виклав свою теорію засвоєння мови. Він є одним із перших теоретиків, які систематично писали про те, як засвоюються мови, та про педагогічну методологію засвоєння мови. Він вважав, що засвоєння мови пов'язане з відчуттями та досвідом. Викладання має бути усним. У шкільній кімнаті повинні бути моделі речей, а якщо їх немає — їхні зображення. У результаті він також опублікував першу у світі ілюстровану дитячу книгу «Орбіс Піктус» (Orbis sensualium pictus).
Так вивчення живої латинської мови, використовуваної в реальному житті, звелося до вивчення предмета в рамках шкільної програми. Таке редукування вимагало обґрунтування методики вивчення. Тоді стверджували, що вивчення латинської мови у цей спосіб розвивало інтелектуальні здібності, а вивчення латинської граматики перетворилося на самоціль.
З XVI по XVIII століття «граматичні школи» зосереджувалися передусім на викладанні граматичних аспектів класичної латини. Найздібніші студенти продовжували вивчати граматику з додаванням риторики.

### XVIII століття
До XVIII століття вивчення сучасних мов не було частиною навчальних програм європейських шкіл. Базуючись на суто академічному вивченні латини, студенти, які вивчали сучасні мови, виконували багато вправ, вивчаючи граматичні правила та перекладаючи абстрактні речення. Усна робота була мінімальною, натомість студенти мусили запам'ятовувати граматичні правила та застосовувати їх для «розшифрування» письмових текстів. Цей зумовлений традиціями метод став відомим як метод граматичного перекладу (англ. Grammar–translation method).

### XIX і XX століття

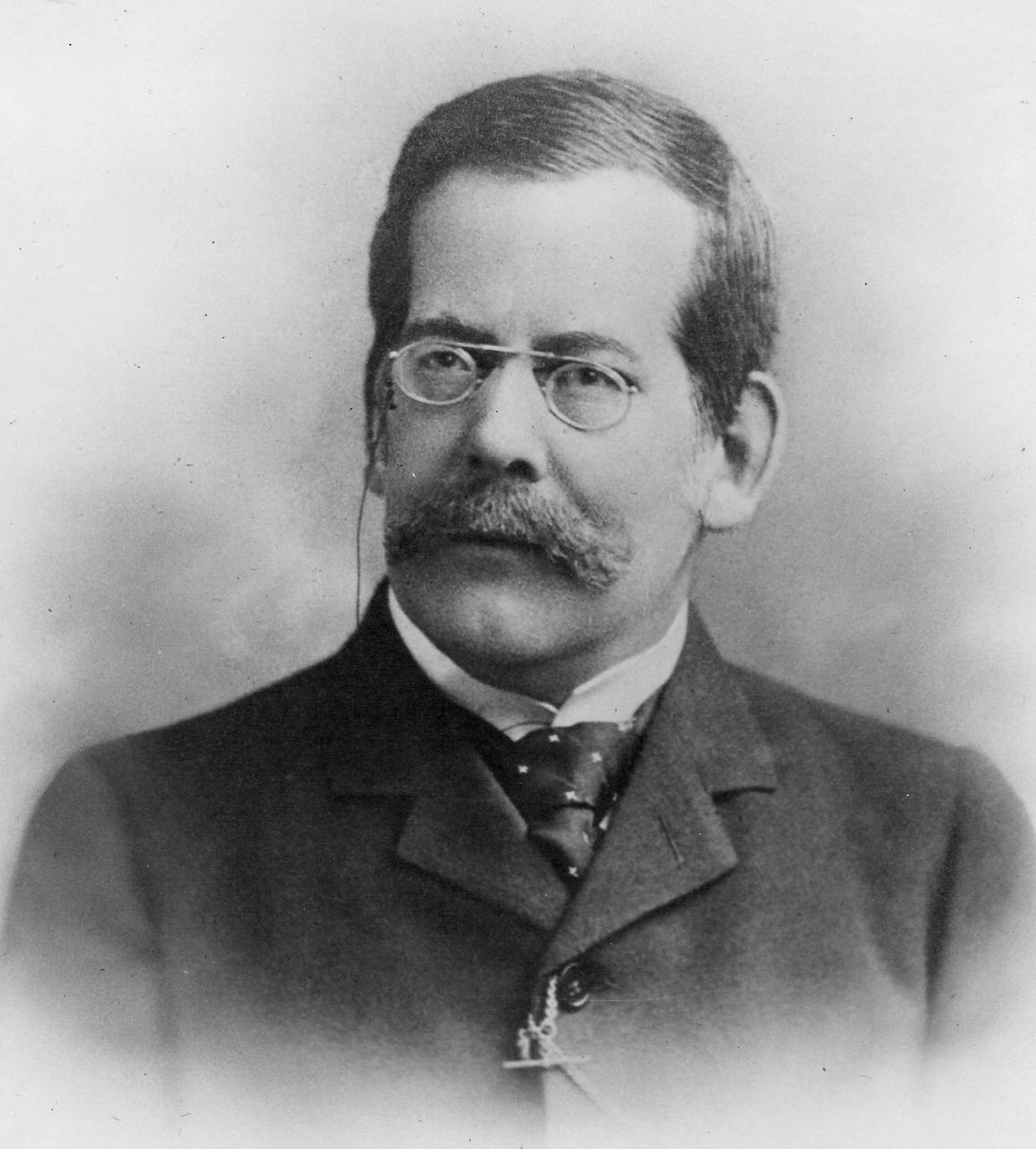
Генрі Світ зіграв ключову роль у формуванні традиції прикладної лінгвістики у викладанні мови

Інновації у викладанні іноземних мов почалися в XIX столітті і значно пришвидшилися у XX столітті. Це призвело до появи низки різних й іноді взаємовиключних методів, кожен із яких претендував на суттєве вдосконалення порівняно з попередніми або сучасними методами.
Серед перших прикладних лінгвістів були Жан Мане (Jean Manes), Генріх Готфрід Оллендорфф (1803—1865), Генрі Світ (1845—1912), Отто Єсперсен (1860—1943) і Гарольд Палмер (1877—1949). Вони визначили принципи навчання мови та підходи, засновані на лінгвістичних і психологічних теоріях, але водночас залишили нащадкам опрацювання багатьох конкретних практичних деталей.
Розвиток підходів щодо вивчення іноземної мови та методів навчання (зокрема, описані нижче) у XX столітті може здатися історією невдач. Дуже небагато студентів університетів США, де іноземна мова викладається як основний предмет, досягають лише «мінімального професійного рівня». Навіть «вміння читати», необхідне для отримання ступеня доктора філософії, можна порівняти лише з рівнем студентів 2-го курсу. Дуже небагато дослідників, для яких англійська мова є рідною, здатні читати й сприймати інформацію, написану іншою мовою. Навіть ряд відомих лінгвістів є одномовними.
Водночас нескладно знайти окремі приклади успішного вивчення другої або іноземної мови. Таким чином, з одного боку, чимало людей добре засвоюють іноземну мову, але, з іншого, більшість мовних програм вочевидь не забезпечують належного рівня володіння нею. Через це дослідження засвоєння другої мови набувають зайвої емоційності. Старі методи та підходи, як-от метод граматичного перекладу та метод безпосереднього вивчення (direct method), відкидаються, ба більше — висміюються, у той час як винаходяться нові методи й підходи, які пропагуються як єдине й остаточне розв'язання проблеми високого рівня неуспішності студентів, що вивчають іноземні мови.
У більшості книжок, присвячених вивченню мов, згадуються різні методи, що використовувалися в минулому, а наприкінці книжки зазвичай наведено новий метод, запропонований автором. Ці нові методи зазвичай подано як такі, що винайдені автором, оскільки автори, як правило, відкидають те, що було розроблено до них, і не пояснюють, як це стосується нового методу. Наприклад, мовознавці-дескриптивісти зазвичай впевнено стверджують, що до їхніх робіт не існувало науково обґрунтованих методів вивчання мов (на підставі чого виник аудіолінгвальний метод (англ. Audio-lingual method), розроблений для армії США під час Другої світової війни). Утім, є вагомі докази протилежного.
Також часто доходять висновку або навіть заявляють, що колишні методи були абсолютно неефективними або незворотно застаріли, хоча на практиці й досі використовуються навіть найстаріші методи (наприклад, версія прямого методу Берліца (англ. Maximilian Berlitz)). Прихильники нових методів переконані, що їхні ідеї нові й дієві, і навіть не усвідомлюють, що ефективність старих методів навчання доведено. Така переконаність, своєю чергою, спричинена загальною орієнтацією на нові наукові підходи, у рамках яких прецеденти минулих часів згадуються, як правило, лише побіжно.

#### Емпіричний і теоретичний підходи
Існувало два основні підходи в галузі вивчення мови — емпіричний і теоретичний. Історії їх розвитку абсолютно різні, і в різні періоди перевага переходила від одного до іншого.
Прикладами дослідників-емпіриків є Єсперсен, Палмер і Леонард Блумфілд: вони роблять акцент на імітуванні й запам'ятовуванні за допомогою вправ за шаблонами. Ці методи випливають з основного положення емпіриків, згідно з яким мова засвоюється як результат формування звичок, утворених шляхом виконання вправ та «натаскування». У найекстремальнішій формі вивчення мови перетворюється на вишкіл: тобто до людини застосовують методи «дресирування», подібні до тих, що їх застосовують до тварин, а людська мова вбачається, по суті, одним із різновидів комунікативної поведінки, що спостерігається й в інших біологічних видів.
Представники теоретичного підходу — наприклад, Франсуа Гуен (фр. François Gouin), Максиміліан Берліц і Еміль Де Созе, чиї раціоналістичні теорії засвоєння мови узгоджуються з лінгвістичними ідеями Ноама Чомські та інших. Вони розробили чималу кількість методів навчання, від методу граматичного перекладу та «методу серій» Гуена до прямих методів Берліца та Де Созе. У рамках цих методів учні складають оригінальні осмислені речення, водночас засвоюючи правила граматики.
Цей підхід базується на раціоналістичному положенні: людина — мисляча істота, а використання мови є її унікальною рисою, неможливою для інших біологічних видів. Наявність багатьох спільних рис у різних людських мовах указує на те, що людям притаманна певна універсальна граматика, «вбудована» в структуру людського мозку. Це дає людям змогу складати речення, яких вони ніколи раніше не зустрічали, але, попри це, зрозумілі будь-кому, хто володіє мовою, якою вони складені.
Емпіричний і теоретичний «табори» мовознавців ставляться один до одного ворожо, проте обговорень і спілкування між їхніми представниками не так вже й багато.

### XXI століття
З часом мовна освіта знайшла своє місце в школах і стала частиною навчальних програм у всьому світі. У деяких країнах, зокрема в Сполучених Штатах Америки, мовна освіта, де її також називають «мови світу» (World Languages), стала одним з основних предметів нарівні з англійською мовою, математикою та природничими науками.
У деяких країнах, як-от в Австралії, іноземну мову в школах викладають настільки повсюдно, що мовна освіта як предмет дістала особливу назву — «Мова, відмінна від англійської» (Language Other Than English, LOTE). У більшості англомовних навчальних закладів найпопулярнішими мовами для навчання й вивчення є французька, іспанська та німецька. Студентам, для яких рідною мовою не є англійська і які не володіють нею на необхідному рівні, викладають предмет «Англійська як друга мова» (English as a Second Language, ESL).

## Викладання іноземної мови в навчальних закладах

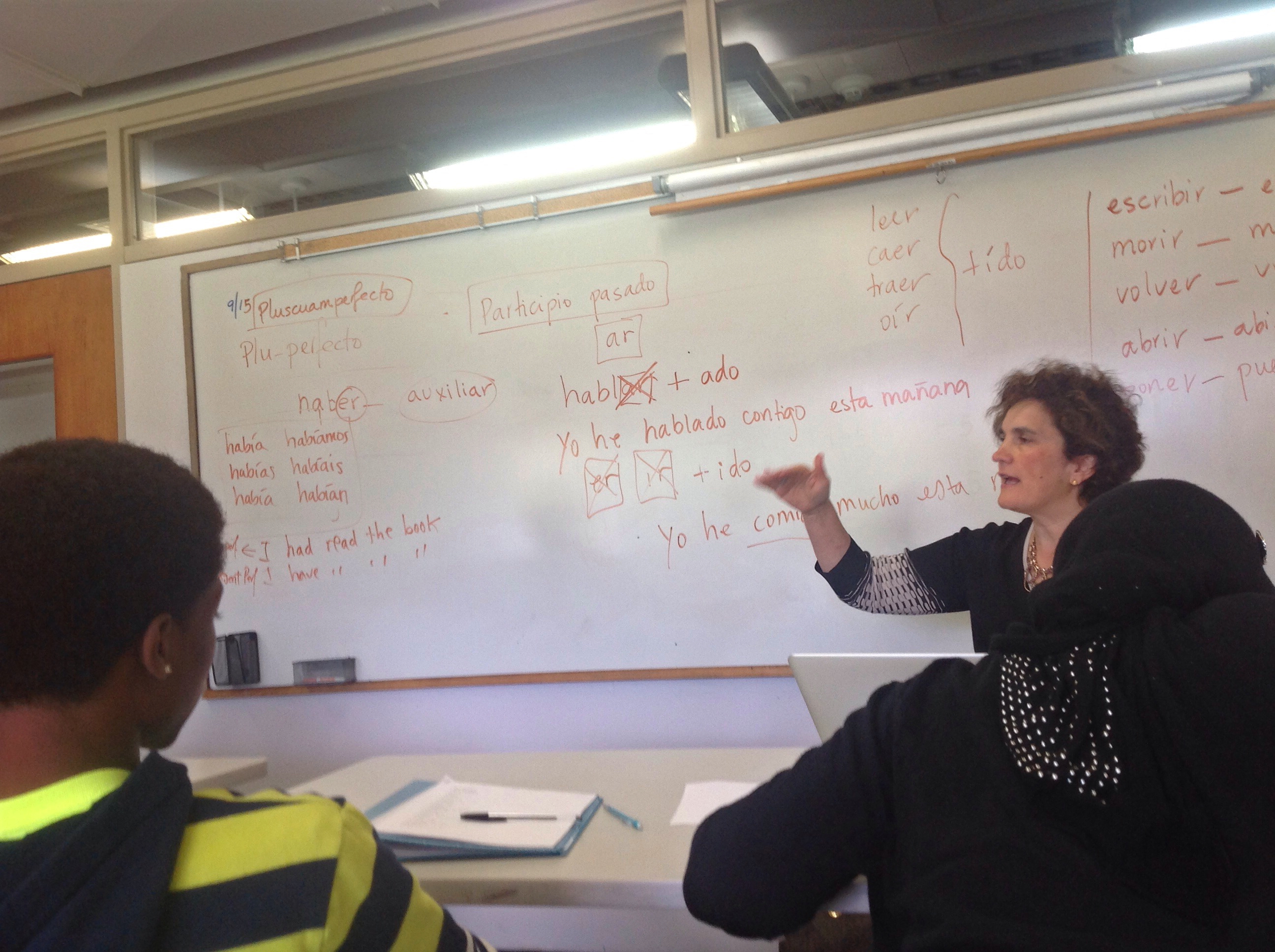
У середній школі іспанська мова викладається як друга мова для учнів — носіїв англійської мови в американській приватній школі в Массачусетсі.

Іноземну мову викладають як окремий предмет у загальносвітних і в спеціалізованих школах. Існує багато методів викладання мов. Деякі з них уже втратили популярність, інші, навпаки, набули. Існують ефективні методи з невеликою кількістю прихильників. Терміни «підхід», «метод» і «техніка» часто плутають, проте вони унаочнюють ієрархічні поняття.

### Підхід
Підхід — це низка припущень щодо природи мови та процесу її засвоєння. Зауважимо, що підхід не передбачає процедур і не розкриває жодних деталей щодо того, як такі припущення слід застосовувати під час викладання. Підхід може бути пов'язаний із теорією засвоєння другої мови.
Існує три основних «підходи»:
1. Структурний: мова вважається системою структурно пов'язаних елементів, якими «кодується» смисл (наприклад, граматика).
2. Функціональний: мова вважається засобом вираження або реалізації певної функції, як-от прохання що-небудь зробити.
3. Інтерактивний: мова вважається інструментом для налагодження й підтримки соціальних відносин з акцентом на патерни рухів, дій, актів комунікації та взаємодії, які спостерігаються під час спілкування. Цей підхід став домінуючим з 1980-х років[7].

### Метод
Метод — це програма викладання мовного матеріалу для вивчення, яка спирається на обраний підхід. Аби розробити метод на основі підходу, систему навчання необхідно розробляти з урахуванням цілей викладання/навчання, способів відбору й організації змісту, типів завдань, які потрібно виконати, ролей учнів і вчителів.
1. Приклади структурних методів: граматичний переклад, аудіолінгвальний метод.
2. Приклади функціональних методів: усний підхід, навчання мови на основі конкретних ситуацій.
3. Приклади інтерактивних методів: прямий метод, метод серій, комунікативне викладання мови, занурення в мову, метод тихого навчання (Silent Way), сугестопедія, природний підхід, вивчення мови в тандемі, метод фізичного реагування (Total physical response), навчання через читання й розповідання та догматичне засвоєння мови.

### Техніка
Техніка (також стратегія) — це конкретний прийом або трюк, призначений для досягнення безпосередньої мети. Техніка зумовлюється методом контролювання та, менш опосередковано, підходом.

## Онлайн-курси та курси самостійного навчання
Для самостійного вивчення доступні сотні мов та сила-силенна посібників від безлічі видавництв за різними цінами та з різними методами. Власне курс виступає в ролі вчителя і використовує певну методику, як це роблять класні керівники.

### Аудіозаписи та книги
Для аудіозаписів використовуються носії мови. Це, зокрема, допомагає учням покращити вимову. У деяких записах передбачено паузи, під час яких учень має промовляти сказане. Інші записи є неперервними, відтак учень говорить разом із записаним голосом, що нагадує розучування пісні.
В аудіозаписах для самостійного навчання, як правило, використовуються ті ж методи, що й у навчальних закладах. Аудіозаписи зберігають на касетах, компакт-дисках, DVD-дисках і вебсайтах.
У більшості аудіозаписів слова цільовою мовою пояснено рідною мовою учня. Використовують також звукові ефектіив, які демонструють їхні значення. Єдиною мовою в таких записах є мова перекладу, тому вони зрозумілі незалежно від рідної мови учня.
Підручники з вивчення лексики й граматики публікуються вже багато століть. Найпростішими книгами є розмовники, які містять корисні короткі фрази для мандрівників, кухарів, адміністраторів готелів та інших, кому потрібен специфічний словниковий запас. Повніші книги подано більше лексики, граматики, вправ, перекладу та практики письма. Крім того, останніми роками на ринку з'явилися різноманітні «інструменти для вивчення мови».

### Інтернет і програмне забезпечення
Програмне забезпечення дає змогу розширити способи взаємодії з учнями:
1. Деякі програми дають змогу записувати голос учня, аналізувати його вимову та надавати відгуки[16].
2. Програмне забезпечення може пропонувати додаткові вправи в тих областях, де конкретний учень відчуває труднощі, поки необхідні поняття не будуть засвоєні.
3. Програмне забезпечення дає змогу не лише надавати усні пояснення, як-от аудіозаписи, а й вимовляти слова цільовою мовою та унаочнювати їхні значення на зображеннях[17]. Єдиною мовою в такому ПЗ є цільова, і тому воно не залежить від рідної мови учня.

Вебсайти пропонують різні послуги у сфері на мовної освіти. Деякі сайти розроблені спеціально для вивчення мов:
1. Деяке програмне забезпечення працює в Інтернеті і доступне через браузер. Перевагою цього є відсутність необхідності завантажень, а недоліком — потреба в підключенні до Інтернету.
2. Деякі видавці розповсюджують аудіо, тексти і програмне забезпечення через Інтернет, щоб їх можна було використовувати в автономному режимі. Наприклад, численні туристичні путівники, як-от Lonely Planet, пропонують ПЗ для підтримки мовної освіти.
3. Для опрацювання мовних понять деякі вебсайти пропонують вікторини, головоломки тощо.
4. Сайти мовного обміну з'єднують користувачів, мовні навички яких доповнюють одне одного, — наприклад, носія української мови, який вивчає англійську, з носієм англійської мови, який вивчає українську. Вебсайти мовного обміну, по суті, вбачають знання мови товаром і забезпечують ринкове середовище для обміну ним. Користувачі зазвичай спілкуються один з одним у чаті, за допомогою VoIP або електронною поштою. Мовний обмін також вважають корисним інструментом, який допомагає вивчати мову в мовних школах. Мовний обмін полегшує опанування усної мови, сприяє вільному мовленню, засвоєнню розмовної лексики та використанню просторіч, а не лише формальної граматики та навичок письма. Скрізь в Австралії використовують Education Perfect — навчальний вебсайт, який дає вчителям змогу відстежувати прогрес учнів, оскільки вони отримують бали за кожне нове слово, яке вони запам'ятали. Щороку в травні проводиться міжнародний мовний конкурс Education Perfect.

Для вивчення мов корисні також численні інші вебсайти, навіть якщо вони призначені для інших цілей:
1. У кожній країні є чимало вебсайтів місцевими мовами. Учні інших країн можуть використовувати їх як основний матеріал для навчання: новини, художня література, відео, пісні тощо. Дослідження, проведене Центром прикладної лінгвістики (Center for Applied Linguistics), виявило, що використання технологій і медіа почало відігравати важливу роль, полегшуючи вивчення мови в навчальних закладах. Через Інтернет учні легко знайомляться з іноземними медіа (музичні відео, телевізійні шоу, фільми), а вчителі відзначають вплив Інтернету та шукають способи використовувати його під час занять[18].
2. Перекладацькі сайти дають учням змогу швидко знаходити значення іншомовних термінів і перекладати з рідної мови на іншу[19][20].
3. Сайти та програмне забезпечення для синтезу мовлення або (text-to-speech, TTS) дають учням змогу почути, як вимовляється будь-який письмовий текст, так, неначе його промовив носій мови.
4. Вчителі, зокрема викладачі мов, користуються системами розробки курсів і управління навчанням, як-от Moodle.
5. Інструменти для проведення вебконференцій, як-от Elluminate Live, дають учням змогу навчатися дистанційно.
6. Любителі комп'ютерних ігор можуть практикувати цільову мову, спілкуючись у багатокористувацьких онлайн-іграх і віртуальних світах. У 2005 році віртуальний світ Second Life почали використовувати для навчання іноземним мовам, іноді розвиваючи цілі компанії[21][22]. Крім того, Інститут мови та культури Іспанії (Інститут Сервантеса) має власний «острів» на Second Life.

Чимало матеріалів в Інтернеті безкоштовні. Багато їх на державних і некомерційних сайтах, як-от BBC Online, Book2, Інститут закордонної служби; матеріали тут без реклами або з мінімальною її кількістю. Деякі із сайтів, навпаки, існують завдяки рекламі, як-от газети та YouTube. Деякі вимагають оплати.

## Стратегії навчення
Стратегії вивчення мови привертають дедалі більше уваги як спосіб розуміння процесу опанування мови.

### Слухання як спосіб навчання
Слухання віддавна використовують для навчання, але не завжди це відбувається свідомо. Слухання для розуміння — це лише один із рівнів аудіювання, але мало хто використовує зосереджене слухання як стратегію. Зосереджене слухання — це стратегія, яка допомагає студентам слухати уважно, не відволікаючись. Зосереджене слухання дуже важливе для вивчення іноземної мови, адже невелика зміна акценту в слові іноді повністю змінює його значення.

### Читання як спосіб навчання
Багато людей читають насамперед для того, щоб зрозуміти. Але стратегію читання тексту можна також використовувати для засвоєння граматики та стилів. Покращити розуміння допомагають паралельні тексти.

### Говоріння як спосіб навчання
Поряд із вправами на аудіювання та читання, важливим аспектом засвоєння мови є тренування мовленнєвих навичок. Навчитися розмовляти іноземною мовою допомагають особисті заняття з розвитку мовлення, мовні зустрічі, університетські програми мовного обміну, приєднання до онлайн-спільнот вивчення мови та подорожі до країни, де розмовляють цільовою мовою.

### Вивчення лексики
Традиційно використовують дві стратегії: переклад і запам'ятовування. Існують інші також стратегії, як-от вгадування виходячи з контекстних підказок, розподілені повторення з використанням різноманітних програм, ігор та інструментів (наприклад, Duolingo та Anki). Знання про те, як працює мозок, можна використовувати для розробки методики запам'ятовування слів.

### Вивчення есперанто якпропедевтичнастратегія вивчення інших мов
Есперанто, найпоширенішу міжнародну допоміжну мову, створив польсько-єврейський офтальмолог Людвік Заменгоф у 1887 році. Він мав на меті усунути мовний бар'єр у міжнародних контактах.
Есперанто — це штучна мова, створена на основі індоєвропейських мов, яка увібрала найзагальніші спільні риси германських мов. Граматичні правила есперанто абсолютні: з них немає винятків. Вивчити 28 літер і засвоїти фонетичні правила достатньо, щоб читати і писати будь-які слова. Завдяки простоті й стандартизації есперанто легше засвоїти, ніж інші мови. Легкість навчання допомагає зміцнити впевненість, а вивчення есперанто як стратегія навчання є хорошим початком для вивчення іноземної мови.

## Стратегії викладання

### Змішане викладання
Змішане викладання передбачає поєднання очного викладання з дистанційним, найчастіше через Інтернет. За останнє десятиріччя це був основний напрям розвитку індустрії ELT (викладання англійської мови).
Проте деякі люди називають «змішаним» навчання, під час якого увага зосереджена одразу на кількох видах діяльності, — наприклад, карткову гру, під час якої необхідно називати картки, змушує мимоволі вивчити числа від 1 до 10.

### Формування навичок
Чотири основні мовні навички — вміння слухати, говорити, читати й писати. Однак нещодавно були виокремлені й інші, більш соціальні навички, як-от вміння робити висновки, описувати, розповідати тощо. Крім того, у мовних класах застосовують більш загальні навчальні навички, як-от вміння навчати та знання того, як людина навчається.
У 1970-х і 1980-х роках чотири основні навички, як правило, викладалися ізольовано одна від одної в жорстко зафіксованому порядку — наприклад, спочатку слухання, потім говоріння. Однак згодом поширилося усвідомлення того, що люди зазвичай демонструють кілька навичок одночасно. Завдяки цьому мовні вправи стали більш інтегрованими.
Вмінню говорити у процесі традиційного навчання зазвичай приділяють недостатньо уваги: його доволі складно розвивати й перевіряти. Є чимало робіт, присвячених навчанню й перевірці вміння писати, але відносно мало — присвячених вмінню говорити.
У новіших підручниках наголошується на важливості роботи учнів у парах і групах або навіть з усім класом. такий підхід дає змогу активніше втягувати в процес навчання одразу всіх учнів. Крім того, учні вчаться не тільки у викладача, а й один в одного, а сильніші вчать слабших. Утім, важливо контролювати процес навчання в парах і групах, аби забезпечити рівномірність навантаження.

### Техніка «бутерброда»
У викладанні іноземних мов техніка «бутерброда» (sandwich technique) — це усне вставлення ідіоматичного перекладу рідною мовою між невідомою фразою мовою, що вивчається, та її повторенням, з метою передати значення якомога швидше й повніше. Еквівалент рідною мовою можна надавати майже як відступ, з невеликою перервою в потоці мовлення, щоб наголосити, що це вторгнення.
Компонуючи для учнів речення діалогу для повторення, викладач не тільки дає усний еквівалент невідомих слів або фраз рідною мовою, а й повторює іншомовну фразу до того, як її повторять учні: L2 → L1 → L2
Наприклад, німецький викладач англійської мови пропонує такий діалог з учнями:
Викладач: «Let me try — lass mich versuchen — let me try».
Студенти: «Let me try».

### Віддзеркалення рідною мовою
Віддзеркалення рідною мовою (mother tongue mirroring) — це адаптація перевіреної часом техніки дослівного або буквального перекладу для педагогічних цілей. Мета цієї техніки — виокремити іноземні конструкції та зробити їх зрозумілими для учнів, а іноді — позбавити їх зайвих деталей граматичного аналізу. Ця техніка відрізняється від дослівного перекладу та міжрядкового тексту, який використовувався в минулому, оскільки вона спирається на поточні досягнення учнів і передбачає розбір кожного іноземного мовного виразу окремо. Як дидактичний засіб вона корисна лише тією мірою, якою вона залишається зрозумілою для учня, якщо вона не поєднується зі звичайним ідіоматичним перекладом. Нині ця техніка використовується рідко.

### Зворотний ланцюжок
Зворотний ланцюжок (back-chaining) — це техніка, яка використовується для формування навичок усної мови, особливо з багатоскладовими або складними словами. Викладач вимовляє останній склад, студент його повторює, потім викладач вимовляє передостанній склад, і так далі — від кінця слова до початку.
Наприклад, щоб запам'ятати слово thunderstorm, викладач вимовляє останній склад: -storm, студент його повторює. Потім викладач вимовляє склад -der-, додаючи його перед: -der-storm, потім перший: thun-der-storm.

### Перескакування між мовами
Перескакування між мовами (code switching) — це специфічне мовне явище, коли мовець свідомо чергує дві або більше мов залежно від часу, місця, змісту та інших факторів. Перескакування між мовами найчастіше відбувається тоді, коли мовець перебуває в середовищі, де його рідна мова не є переважальною в житті й навчанні студентів, — наприклад, у двомовній сім'ї або в сім'ї іммігрантів. Вміння «перемикати мови» залежно від змісту вислову, мовної структури, способу вираження й мислення, культурних особливостей тощо необхідне для життя й розвитку в іншомовному оточенні.
Більшість людей вивчають іноземну мову, перебуваючи в середовищі, де панує їхня рідна мова. У таких умовах їхнє вміння перемикати мови не стимулюється, що знижує ефективність засвоєння іноземної мови. Тому перескакування між мовами як стратегія навчання використовується, аби допомогти студентам швидше сформувати найважливіші навички та забезпечити багатий семантичний контекст для розуміння певної термінології.

## За регіонами
У різних регіонах використовують різні методики мовної освіти, однак їхні базові принципи ті самі. Механічне повторення, відпрацьовування, запам'ятовування слів та граматики використовуються в усьому світі.
Спостерігаються переваги щодо методів вивчення мов залежно від регіону. Наприклад, занурення в мову популярне в деяких європейських країнах, але рідко застосовується у США, в Азії та Австралії.

## За віком

### Навчання в ранньому дитинстві
Раннє дитинство — період, коли мова засвоюється найлегше і найшвидше. У віці від одного до п'яти років мовне спілкування дітей трансформується з невербального на вербальне. Вони засвоюють мову здебільшого природним шляхом, живучи в середовищі вербального спілкування. Що більше можливостей із засвоєння мов надається дітям, то легше розвивати й культивувати їхні мовні здібності.

### Обов'язкова освіта
Для більшості людей обов'язкова освіта припадає на період, коли вони вперше отримують доступ до другої або іноземної мови. У цей період студентам викладають іноземну мову найбільш професійно та в найсприятливішій атмосфері. Вони будь-коли можуть отримати допомогу від викладачів; їх заохочують більш досвічені однолітки. Студентам доступне спеціалізоване обладнання й матеріали, які ефективно допомагають спілкуватися й засвоїти велику кількість лексичних і граматичних правил.

### Навчання дорослих
Вивчення іноземної мови в дорослому віці свідчить про те, що людина прагне підвищити свою цінність шляхом отримання нових навичок. Люди цієї вікової категорії вже розвинули в собі здатність контролювати себе під час вивчення мови.

### Навчання людей похилого віку
Порівняно з іншими етапами життя, цей період є найважчим для вивчення нової мови через поступове погіршення пам'яті. З іншого боку, мовна освіта для людей похилого віку здатна сповільнити дегенерацію мозку та підвищити активність.

## Вивчення мови під час відпочинку
Дедалі більше людей поєднують відпочинок під час відпустки з вивченням мови певної країни. Це дає студентам змогу знайомитися з цільовою культурою, зустрічаючись із місцевими жителями. Така відпустка часто передбачає формальні уроки, екскурсії до пам'яток культури, дозвілля та проживання серед місцевих жителів, подорожування країною.
Відпочинок, поєднаний із вивченням мови, популярний у Європі (найбільше на Мальті та у Великій Британії) та Азії — завдяки тому, що неподалік розташовано багато країн з іншим мовним середовищем. Такий відпочинок набуває популярності в Центральній і Південній Америці, зокрема у Гватемалі, Еквадорі й Перу. Завдяки зростанню популярності такого різновиду відпочинку останніми роками істотно розвинулися кілька міжнародних мовних освітніх агентств. Утім, хоча заклади системи освіти в більшості країн світу вкладають значні кошти у викладання мов, оцінити ефективність засвоєння студентами іноземних мов поза класом часто не вдається.
З поширення міжнародної торгівлі знання іноземних мов набуває дедалі більшої важливості. Це помітно, зокрема, у західних компаніях, які починають активно співпрацювати із позаштатними виробниками в країнах Східної Європи.

## Мовна освіта представників меншин

### Політика освіти мовами меншин
Основними аргументами щодо політики відносно сприяння мовної освіти меншин є потреба в багатомовній робочій силі, інтелектуальні та культурні переваги та активне залучення їх до глобального інформаційного суспільства. Крім того, доступ до освіти мовами меншин вважається право людини, яке гарантують Європейська конвенція про захист прав людини та основоположних свобод, Європейська хартія регіональних мов або мов меншин та Комітет ООН з прав людини. У багатьох країнах, зокрема в Сполучених Штатах Америки, запроваджена двомовна освіта, яка сприяє використанню мов меншин і поважному ставленню до них.

### Матеріали та електронне навчання для освіти мовами меншин
Знайти належні ресурси для викладання та вивчення мов меншин іноді складно. Потреба в них зумовила заклики до посилення розробки відповідних матеріалів.
В Інтернеті доступний широкий спектр навчальних текстів, аудіо й відео. Освітні технології для мовної освіти в рамках Web 2.0 забезпечують можливості для розробки матеріалів для мов, які вивчаються рідко, і дають змогу об'єднати географічно рознесених викладачів і учнів.

## Абревіатури
- ALL: Apprenticeship Language Learning
- CALL: computer-assisted language learning[en]
- CLIL: content and language integrated learning[en]
- CELI: Certificato di Conoscenza della Lingua Italiana
- CLL: community language learning[en]
- DELE: Diploma de Español como Lengua Extranjera
- DELF: diplôme d'études en langue française
- EFL: English as a foreign language (англійська мова як іноземна)
- EAL/D: English as an additional language or dialect (англійська як додаткова мова або діалект)
- EAP: English for academic purposes[en]
- ELL: English language learning (вивчення англійської мови)
- ELT: English language teaching (навчання англійській мові)
- ESL: English as a second language (англійська як друга мова)
- ESP: English for specific purposes[46] (англійська мова для особливих потреб)
- FLL: foreign language learning (вивчення іноземної мови)
- FLT: foreign language teaching (навчання іноземній мові)
- HLL: heritage language learning[en]
- IATEFL: Міжнародна асоціація викладачів англійської мови як іноземної[en]
- L1: first language, native language, mother tongue (рідна мова)
- L2: second language (друга або будь-яка додаткова мова)
- LDL: Lernen durch Lehren (німецька для навчання шляхом викладання[en])
- LOTE: Languages Other Than English[en]
- MFL: modern foreign languages (жива мова)
- SLA: Second-language acquisition (засвоєння другої мови)
- TELL: technology-enhanced language learning
- TEFL: teaching English as a foreign language[en]
- TEFLA: teaching English as a foreign language to adults
- TESOL: teaching English to speakers of other languages
- TEYL: teaching English to young learners[47]
- TPR: Total Physical Response[en]
- TPRS: Teaching Proficiency through Reading and Storytelling[en]
- UNIcert[en] — європейська система мовного навчання, запроваджена в багатьох університетах. Занована на Загальноєвропейських рекомендаціях з мовної освіти.

## Матеріали для подальшого читання
- Bernhardt, E. B. (Ed.) (1992). Life in language immersion classrooms. Clevedon, England: Multilingual Matters, Ltd.
- Genesee, F. (1985). Second language learning through immersion: A review of U.S. programs. Review of Educational Research, 55(4), 541—561.
- Genesee, F. (1987). Learning Through Two Languages: Studies of Immersion and Bilingual Education. Cambridge, Mass.: Newbury House Publishers.
- Hult, F.M., & King, K.A. (Eds.). (2011). Educational linguistics in practice: Applying the local globally and the global locally. Clevedon, UK: Multilingual Matters.
- Hult, F.M., (Ed.). (2010). Directions and prospects for educational linguistics. New York: Springer.
- Lindholm-Leary, K. (2001). Theoretical and conceptual foundations for dual language education programs. In K. Lindholm-Leary, Dual language education (pp. 39–58). Clevedon, England: Multilingual Matters Ltd.
- Mammadova, T. (2019). Teaching Grammar to a Grammar-Free Generation. Newcastle-upon-tyne: Cambridge Scholars ISBN 978-1-5275-2288-6
- McKay, Sharon; Schaetzel, Kirsten, Facilitating Adult Learner Interactions to Build Listening and Speaking Skills, CAELA Network Briefs, CAELA and Center for Applied Linguistics[en]
- Meunier, Fanny; Granger, Sylviane[en], «Phraseology in foreign language learning and teaching», Amsterdam and Philadelphia: John Benjamins Publishing Company, 2008
- Met, M., & Lorenz, E. (1997). Lessons from U.S. immersion programs: Two decades of experience. In R. Johnson & M. Swain (Eds.), Immersion education: International perspectives (pp. 243–264). Cambridge, UK: Cambridge University Press.
- Swain, M. & Johnson, R. K. (1997). Immersion education: A category within bilingual education. In R. K. Johnson & M. Swain (Eds.), Immersion education: International perspectives (pp. 1–16). NY: Cambridge University Press.
- Parker, J. L. (2020). Students' attitudes toward project-based learning in an intermediate Spanish course. International Journal of Curriculum and Instruction, 12(1), 80–97. http://ijci.wcci-international.org/index.php/IJCI/article/view/254/153